# Ханали Толыш
Ханали Толыш (тал. Ханәли Толыш; 2 марта 1940 года, с. Гызылавар, Масаллинский район, Азербайджанская ССР) — талышский поэт, писатель, педагог. Член Союза писателей Азербайджана, лауреат премии «Золотое перо» и лауреат премии «Медаль Зульфугара Ахмедзаде Пенсажа» за значительный вклад в развитие литературы на талышском языке.

## Биография
Агаев Ханали Ширали оглы родился 2 марта 1940 года в селе Гызылавар в семье Ширали Агаева и Ханым Ахмедовой. Родители Ханали занимались домашним хозяйством, имели посевы, держали скот. Мать Ханали Толыша Ханым более известная, как Додо имела хороший голос и на мероприятиях в селе исполняла талышские песни и стихотворения. В последние годы Додо снялась в 7 талышских фильмах. Со слов самого Ханали детства у него почти не было, т.к. оно попало на военные и послевоенные годы. В то время семье жилось крайне тяжело, Ханали практически не видел новой одежды, постоянно не доедал и испытывал голод. В тяжелые послевоенные годы он работал по дому помогая родителям прокормить семью. В 1948 году Ханали пошёл в семикласскную школу в родном селе, а позже в 1958 году закончил среднюю школу в селе Бадалон, Масаллинского района. Какое-то время проработал в колхозе.
С 1962 года по 1965 год служил в вооруженных силах Советского Союза, в городе Новоград-Волынский Украинской ССР в танковой дивизии.
С 1960 года учился на заочном отделении исторического факультета Бакинского государственного университета и окончил его в 1969 году.
Проработал более 50 лет в педагогической сфере, учителем истории и некоторое время учителем географии в родном селе Гызылавар и позже с 1977 года по 2002 год являлся директором школы в селе Далокоба. Женился в 1966 году, имеет 7 детей, 15 внуков и 12 правнуков.
В 2011 году из-за возраста прекратил работу в школе и вышел на пенсию.

## Творческая деятельность
С 1955 года начал писать стихотворения и статьи на азербайджанском и талышском языках. Печатался, как в районной и республиканской, так и в зарубежной прессе. Его стихотворения печатались в газетах и журналах Турции, Ирана и Беларусии. Первое стихотворение было напечатано в 1958 году в газете «Yeni həyat» («Новая жизнь»).
На становление Ханали, как поэта, только начинающего писать стихи, большое влияние оказали литературные объединения, в которых он участвовал в разные годы. Впервые в 1958-1960 годах участвовал в литературном объединении, открытом под руководством Эюба Ханкишиева при газете «Yeni həyat». Здесь он познакомился с заезжими поэтами Бахтияром Вагабзаде и Мамедом Аразом, беседовал с ними о поэзии и искусстве. Также принимал участие в деятельности районных литературных объединений при газете «Ленинчи», издававшейся в Ленкорани. Наряду с Ханали среди активистов литературного союза были известные поэты Шакяр Аслан, Вагиф Гусейнов и Ильтифат Салех.
Стихи Ханали Толыша публиковались в основном в газетах «Yeni Həyat», «Fidan» в Масаллы; «Leninçi» («Lənkaran») издаваемой в Ленкорани, «Azərbaycan pioneri» («Азербайджанский пионер»), «Толыши Садо» в Баку, «Талышском вестнике» издаваемом в Москве, «Толыш» издаваемом в Санкт-Петербурге и в других изданиях. Стихи Ханали Толыша также опубликованы в учебниках и альманахах, таких как «Толыша зывон» («Талышский язык»), «Алифба» («Алфавит») 1996 года, «Об обучении талышскому языку» 1991 года, «Толыши армагон» 1993 года.
О стихах, написанных Ханали Толышом на талышском языке, кандидат филологических наук Новрузали Мамедов пишет следующее: «Сказки и стихи, услышанные им в детстве от матери на талышском языке, оказали большое влияние на его дальнейшее написание стихов на родном талышском языке. Свою первую поэму на талышском языке он написал матери ещё во время службы в армии. После устного распространения талышских песен Тофиг Ильхома Ханали Толыш начал распространять уже свои стихи».
Поэтическое искусство Ханали Толыша очень обширное. У него имеются лирические, любовные газели; юмористические, сатирические стихотворения; свадебные, праздничные мотивы стихотворений. В поэзии Ханали уделено место и философским, религиозным мотивам. Также Ханали Толыш уделяет важное место поэзии для детей, выпустив сборник детских стихов «Vənəşə» («Фиалка») в 2000 году. Ханали написал более 20 талышских песен и уделил внимание талышскому жанру стихотворений «Алола».
В 2021 году талышский певец Рахим Гусейнов исполнил песню «Толыш һытә пәләнге һа» написанную Ханали Толышом.
Ханали стал лауреатом премии «Золотое перо», а с 2003 года стал членом Союза писателей Азербайджана.
В 2000-х годах при помощи Международный фонд возрождения талышской культуры вышло два художественных фильма на талышском языке студии «Эджи-Мур»: «Дыласут» (талыш. «Сердобольная», 2004 г.) и «Дыво» (талыш. «Молитва», 2005 г.). Ханали принимал активное участие в создании этих фильмов и сам же сыграл в них роль.
С 2011 года является сопредседателем литературного кружка «Göy qurşağı» («Радуга») в Масаллы.
Ханали Толыш вляется автором 10 книг.

### Сборники поэзии
на талышском языке:
- Vənəşə («Фиалка»), Масаллы - 2000
- Şinə çay («Сладкий чай»), Баку - 2001
- Ox vətən, vətən («Эх, родина»), Баку - 2012

на азербайджанском языке:
- Qaranquş yuvası («Ласточкино гнездо»), Баку - 1999
- Kərbəla karivanı («Караван из Кербелы»), Баку - 2002
- Bağışla («Прости»), Анкара, Турция - 2004
- Dünya, mənə halal eylə («Мир благослави меня»), Баку - 2013
- Qəm karvanı («Караван скорби»), Баку - 2014
- Bir ovuc su («Горсть воды»), Баку - 2015
- Gedirəm, a dağlar («Эй горы, ухожу»), 2020

### Стихотворения[10]
- «Вәтән, чәшкә әмәни» (тал. «Родина, подожди нас»);
- «Ҹон, толышә бандон» (тал. «Душа моя - талышские горы»);
- «Зындәним» (тал. «Не знаю»), 1989;
- «Толышистон» (тал. «Талышистан»);
- «Бандон зоә Әләкрәм» (тал. «Сын гор Альакрам»).

### Газели[10]
- «Ышты чәшон» (тал. «Твои глаза»);
- «Толышә кинә» (тал. «Талышская девушка»);
- «Осмони дим че рангине?» (тал. «Какого цвета небо?»).

### Песни[10]
- «Лоло» (тал. «Лоло»);
- «Ын гәдә кинә» (тал. «Эта девчуля»);
- «Тыным пидә» (тал. «Люблю тебя»);
- «Былбыл» (тал. «Соловей»);
- «Толыш һытә пәләнге һа» (тал. «Талыш спящий тигр»).